# Agno TI
| TI ist das Kürzel für den Kanton Tessin in der Schweiz. Es wird verwendet, um Verwechslungen mit anderen Einträgen des Namens Agno zu vermeiden. |

Agno. Historisches Luftbild von Werner Friedli (Fotograf): (1963)

Flugplatz Lugano-Agno. Historisches Luftbild von W. Friedli (1964)

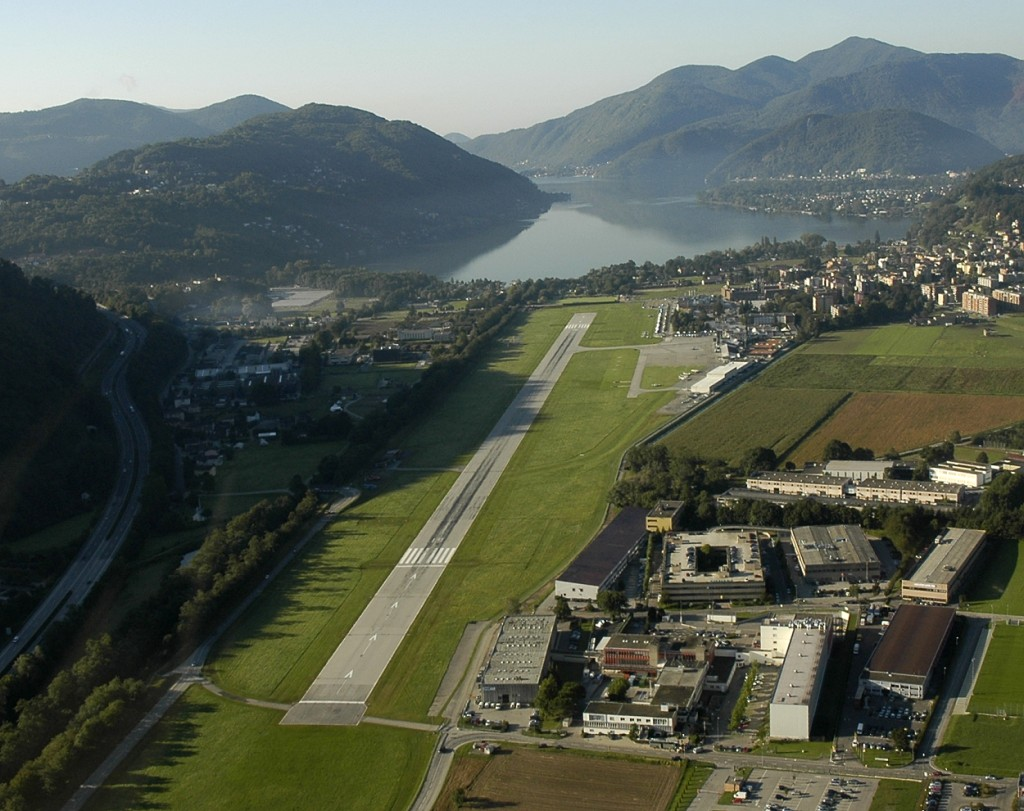
Flugplatz Lugano-Agno

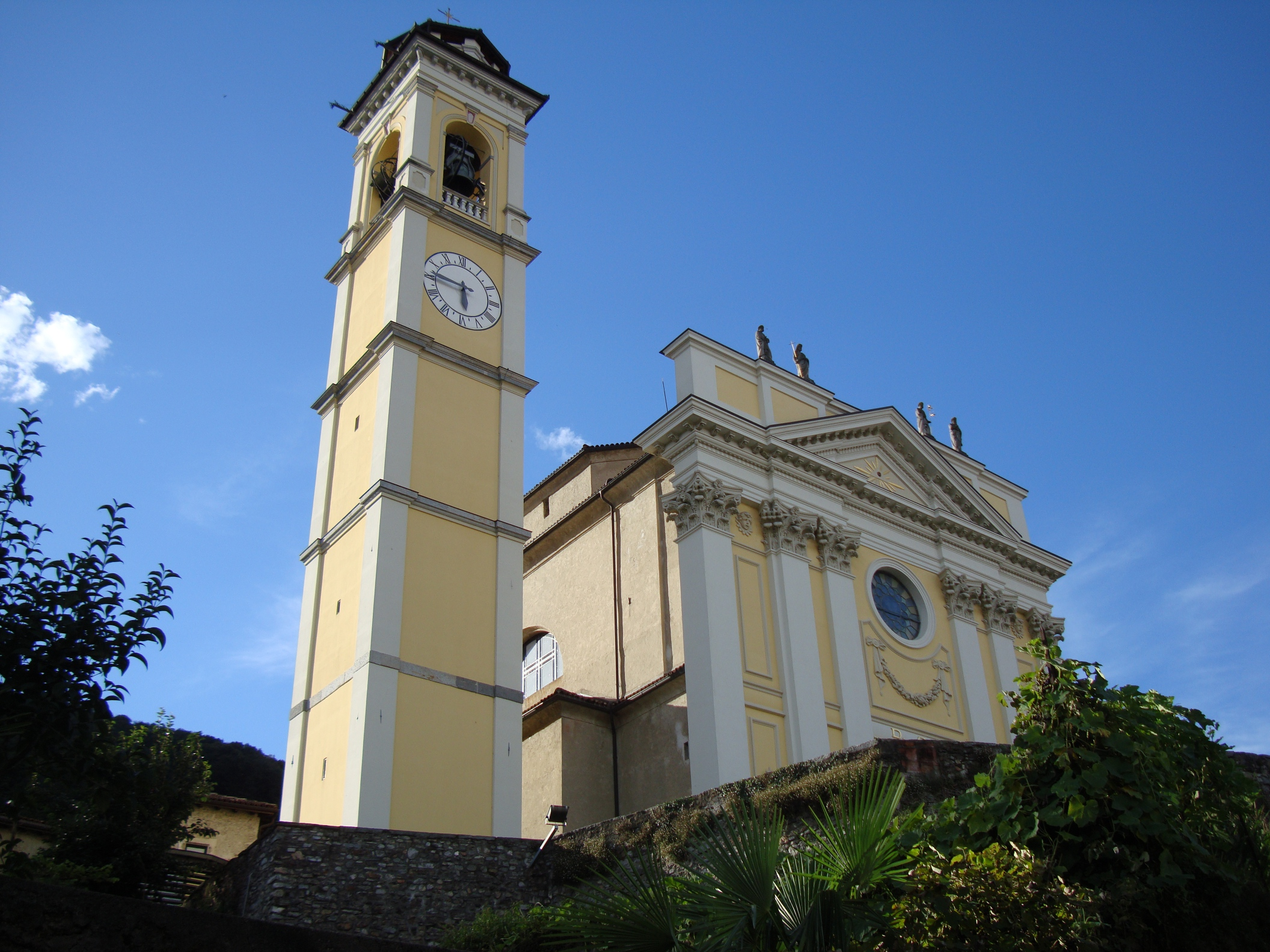
Kollegiatkirche Santi Giovanni Battista und Provino

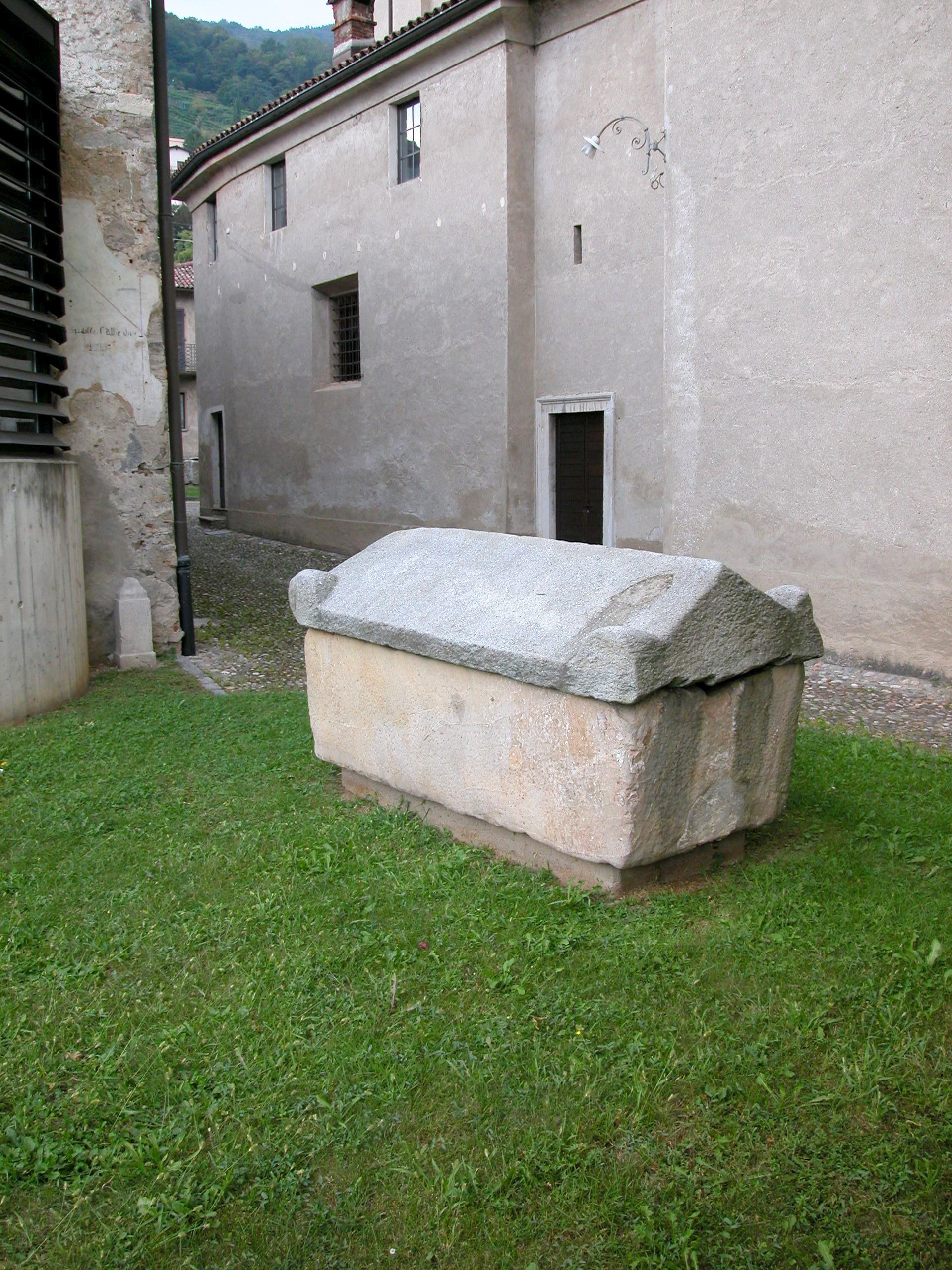
Romanischer Sarkophag

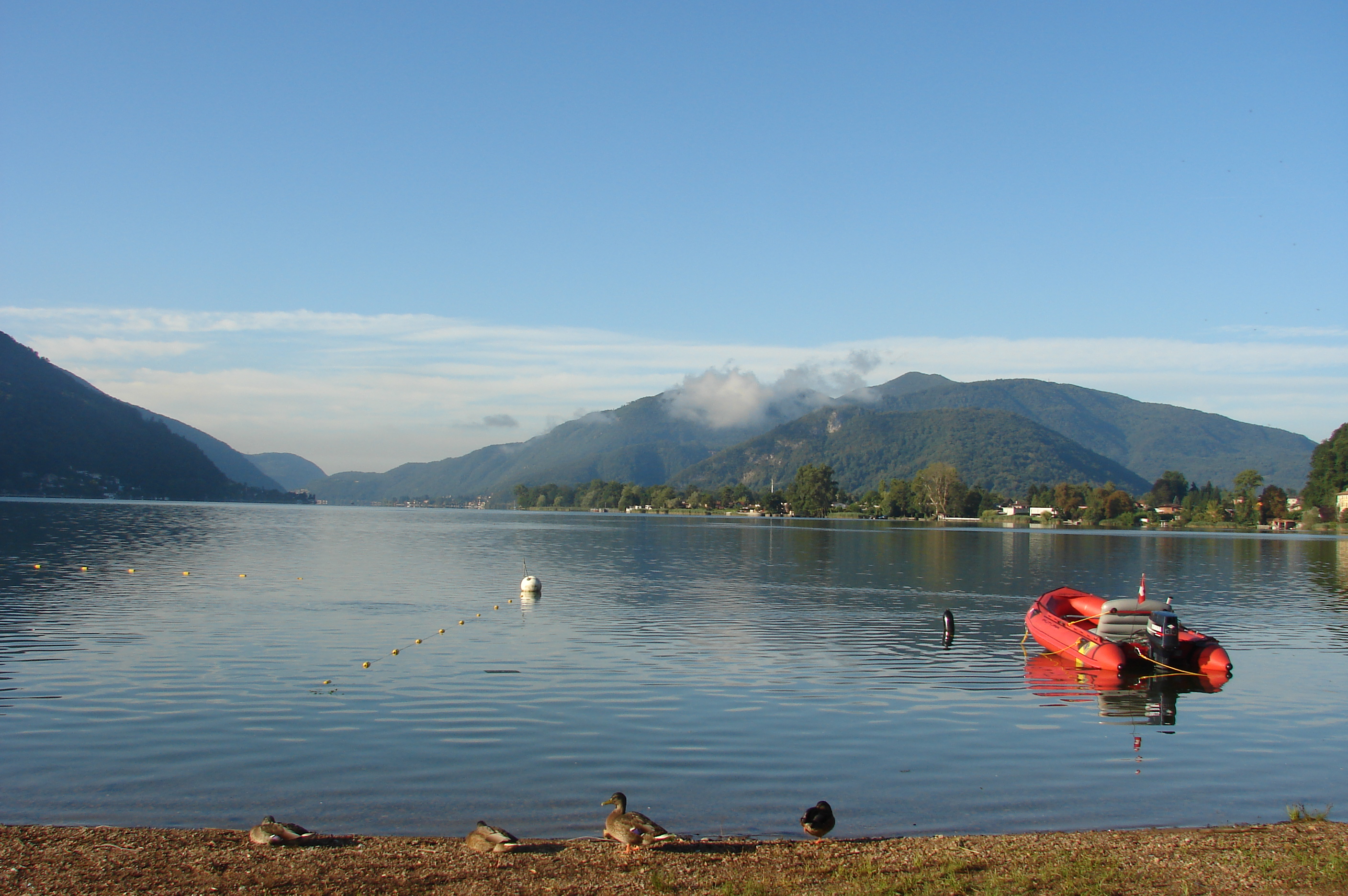
Golf von Agno

Agno (italienisch: [aɲɲo], deutsch veraltet Eng; in einheimischer Mundart: [aɲ]) ist eine politische Gemeinde und Hauptort des Kreises Agno des Bezirks Lugano in der Region Malcantone im Kanton Tessin in der Schweiz.

## Geographie
Das Dorf am Luganersee ist die wichtigste Ortschaft im Malcantone und umfasst die Ortsteile «Cassina d’Agno», «Mondonico» und «Serocca». Nachbargemeinden sind Magliaso, Bioggio, Neggio, Vernate, Collina d’Oro und Muzzano.

## Geschichte
Im Jahr 735 wird erstmals ein cl. basilice Sci. Iohannis Aniasce‚ Geistlicher der Kirche des heiligen Johannes von Agno erwähnt, 874 ein Gundoaldus notarius de vico Amni. Der Ortsname wird zurückgeführt auf vulgärlateinisches amnius, eine Ableitung zu Latein amnis für Wasserlauf, Fluss, und verweist wohl auf den Vedeggio, der bei Agno in den Luganersee mündet.
Die Pfarrei reicht in das 6. oder 7. Jahrhundert zurück und bestand ohne Zweifel im 9. Jahrhundert. Eine Ueberlieferung, die noch bei der Pfarrvisitation von 1684 bestand, behauptet, dass das Chorherrenstift von Kaiser Otto II. (HRR) (973–983) bei seinem Zuge nach Italien gegründet und dotiert worden sei.
Das erste Dokument, welches das Stiftskapitel erwähnt, ist von 1192. Der erste Propst, dessen Name bekannt ist, war Guglielmo da Marchirolo (1288–1301). 1591 umfasste die Pfarrei noch Magliaso, Neggio, Bioggio und Pura.

## Bevölkerungsentwicklung
Einwohnerzahlen: Volkszählungsdaten

## Verkehr

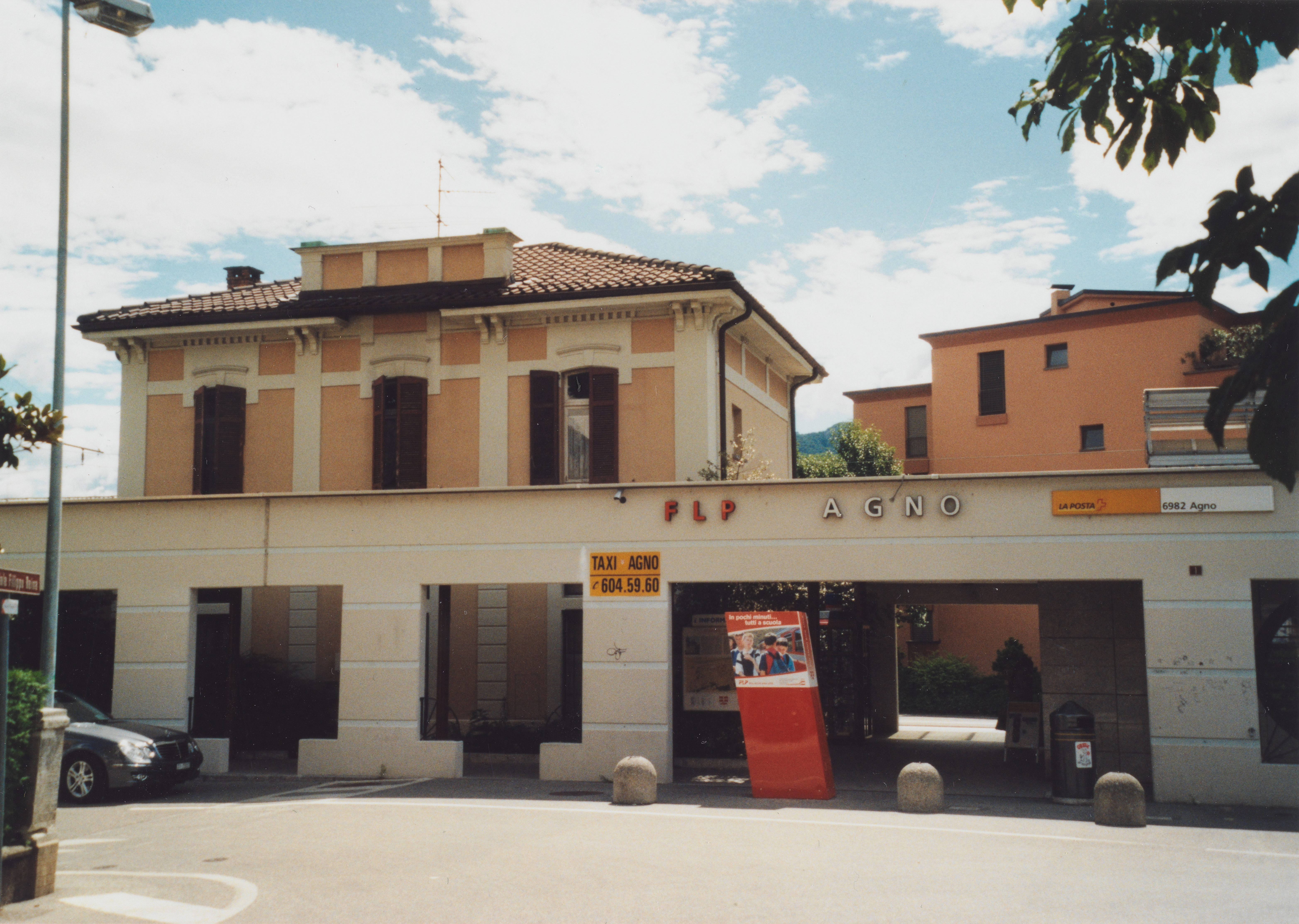
Stationsgebäude Agno, Strassenseite (2007)

Agno liegt an der Strasse von Ponte Tresa nach Lugano und wird durch die Schmalspurbahn Lugano-Ponte-Tresa-Bahn erschlossen. Der internationale Flughafen Lugano liegt auf Gemeindegebiet. Wegen der schönen Lage am See verfügt die Gemeinde über mehrere Camping-Plätze.

## Sehenswürdigkeiten
- Kollegiatkirche Santi Giovanni Battista und Provino, schon erwähnt im Jahr 735[8]
- Museo plebano bei der Kollegiatkirche[9]
- Gemeindehaus Natale Vicari[8]
- Palazzo Quadri[8]
- Casa Fossati[8]
- Grosser öffentlich zugänglicher Park am See

## Veranstaltungen
- Agno Open Air Festival[10]

## Unternehmungen
- Die Firma Mikron[11]

## Sport
- FC Malcantone Agno